# Barthélemy de Palerme
Barthélemy de Palerme ou Barthélemy Ophamil (en italien : Bartolomeo di Palermo ou Bartolomeo Offamilio ; † 1199 ou après) est un prélat du royaume normand de Sicile, évêque d'Agrigente (1171-1190) puis archevêque de Palerme (1191/92-1199). 

## Biographie
Peut-être d'origine anglo-normande, Barthélemy est le frère de Gautier Ophamil, archevêque de Palerme (1168/69-1190/91). En décembre 1171, il remplace à la tête de l'évêché d'Agrigente, l'évêque d'origine toscane Gentil, un "prélat aventureux et vagabond", notoirement connu pour sa luxure et sa débauche. 
Proche de la cour royale de Palerme, il prend part en 1171 aux négociations entre le royaume de Sicile et l'empereur byzantin Manuel Comnène qui, en conflit avec Venise, avait proposé au jeune roi Guillaume II de Sicile une alliance tout en lui promettant la main de sa fille Marie. 
En 1191 ou 1192, il est appelé par le roi Tancrède pour succéder à son défunt frère Gautier comme archevêque de Palerme, capitale du royaume siculo-normand. 
Après la chute en 1194 de la dynastie normande des Hauteville, Barthélemy, qui semble avoir pris parti pour les Hohenstaufen, fut maintenu dans sa fonction par le nouveau roi de Sicile, l'empereur germanique Henri le Cruel. Il quitta sa fonction en 1199. 
Barthélemy de Palerme composa une homélie dans laquelle il appelle le clergé à une plus grande moralité. 